# Csomós harangvirág
A csomós harangvirág (Campanula glomerata) a fészkesvirágzatúak (Asterales) rendjébe, ezen belül a harangvirágfélék (Campanulaceae) családjába tartozó évelő faj.

## Elterjedése
Európa nagy részén megtalálható, Magyarországon elég gyakori, a szárazabb gyepeket, tölgyeseket kedveli.

## Megjelenése

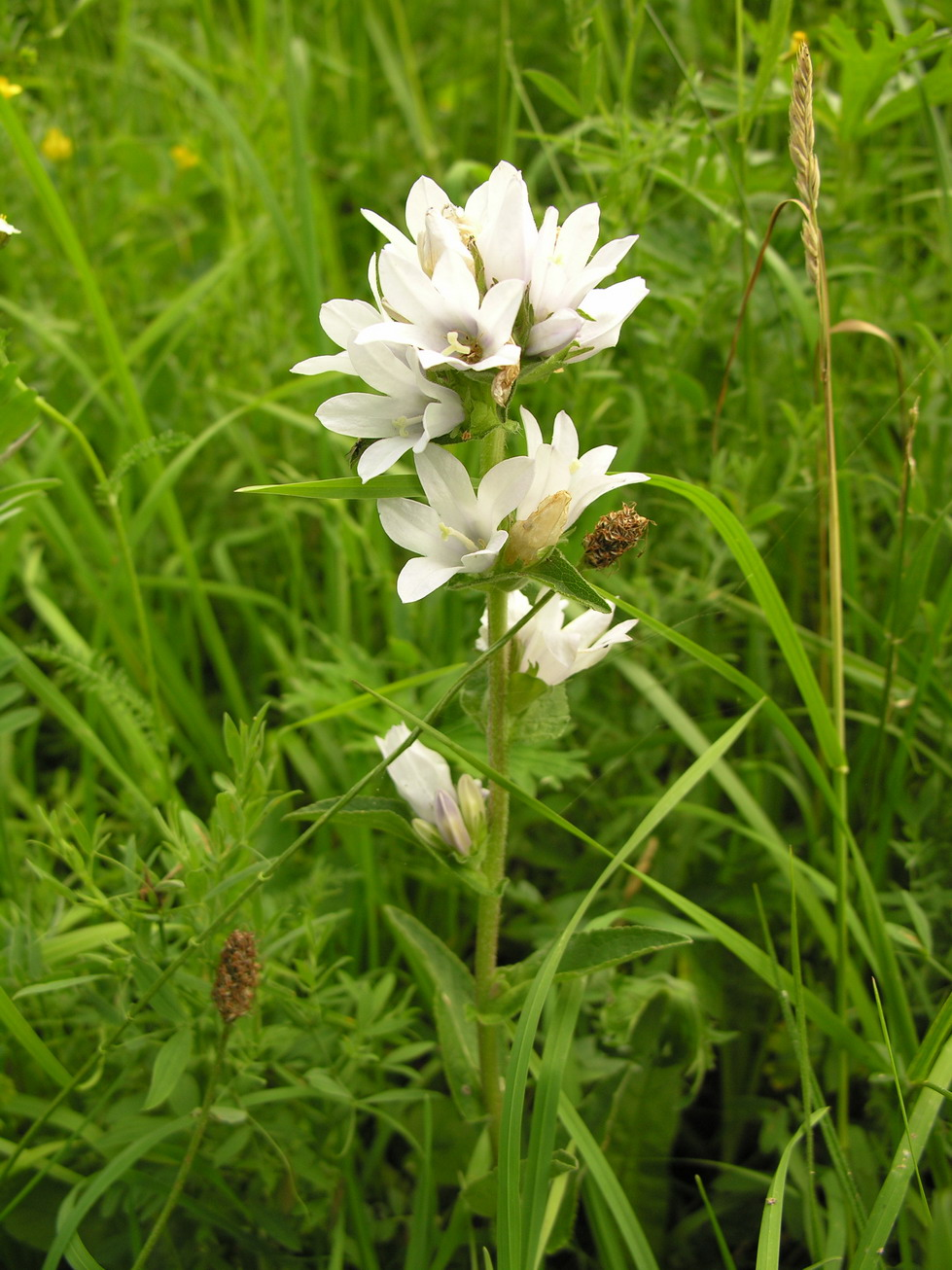
Fehér virágú forma

Legfeljebb 60 cm magas, általában szőrös növény. A virágok viszonylag kicsik, legfeljebb 20 mm hosszúak, a szár csúcsán, vagy az alatt csomókban ülnek, színük ibolyás, olykor fehér (C. glomerata f. alba). A virágcsomók tövén széles vállú murvalevél van. A tőlevelek szíves vállúak, hosszú nyelűek, a szélük csipkés.

## Alfajai
- Campanula glomerata subsp. caucasica (Trautv.) Ogan.
- Campanula glomerata subsp. cervicarioides (Schult.) Arcang.
- Campanula glomerata subsp. elliptica (Kit. ex Schult.) Kirschl. - a virágzat sokvirágú fejecske, a levélfonák pelyhes, vagy kopasz. A Bakonyban fordul elő.
- Campanula glomerata subsp. farinosa (Rochel ex Besser) Kirschl. - a virágzat fejecske, a levélfonák szörkén molyhos. A Magyar-középhegységben, a Dél-Dunántúlon és a Kisalföldön fordul elő.
- Campanula glomerata subsp. glomerata - az egész növény pelyhes, szőrös, a virágzat megszakított, többágú. A Magyar-középhegységben és a Dunántúlon gyakoribb, az Alföldön ritkább.
- Campanula glomerata subsp. hispida (Witasek) Hayek
- Campanula glomerata subsp. oblongifolia (K.Koch) Fed.
- Campanula glomerata subsp. oblongifolioides (Galushko) Ogan.
- Campanula glomerata subsp. panjutinii (Kolak.) Victorov
- Campanula glomerata subsp. serotina (Wettst.) O.Schwarz
- Campanula glomerata subsp. speciosa (Hornem. ex Spreng.) Domin
- Campanula glomerata subsp. subcapitata (Popov) Fed.
- Campanula glomerata subsp. symphytifolia (Albov) Ogan.

## Életmódja
A virágzási ideje Magyarországon júniustól egészen novemberig tart.